# Copa Interamericana 1989
La Copa Interamericana 1989 est la 12e édition de la Copa Interamericana. Cet affrontement oppose le club colombien du Atlético Nacional, vainqueur de la Copa Libertadores 1989 aux UNAM Pumas, club mexicain vainqueur de la Coupe des champions de la CONCACAF 1989. 
Les rencontres ont lieu le 25 juillet 1990 et le 1er août 1990.
L'Atlético Nacional remporte cette douzième édition sur le score cumulé de 6-1.

## Contexte
Le Club Universidad Nacional (ou UNAM Pumas) remporte la Coupe des champions de la CONCACAF 1989 en disposant en finale du FC Pinar del Río (1-1 et 3-1). C'est la troisième coupe des champions de la CONCACAF gagnée par le club. Les Pumas ont disputé l'édition 1980 de la Copa Intermericana. Elle s'est alors imposée face au Club Nacional de Football.
L'Atlético Nacional se qualifie en gagnant la Copa Libertadores 1989 contre le Club Olimpia (0-2 et 2-0 (5 t.a.b à 4)). C'est la première Copa Libertadores gagnée par le club.

## Match aller
| 25 juillet 1990 | Atlético Nacional         | 2 - 0 | Club Universidad Nacional | Complexe sportif Atanasio-Girardot, Medellín    |                                                 |
|                 | Fajardo 72e · Galeano 75e |       |                           | Spectateurs : 26 329 Arbitrage : Jorge Orellana | Spectateurs : 26 329 Arbitrage : Jorge Orellana |
|                 | Rapport                   |       |                           | Spectateurs : 26 329 Arbitrage : Jorge Orellana | Spectateurs : 26 329 Arbitrage : Jorge Orellana |

| Atlético Nacional : |                       |          |
| Gardien de but      | René Higuita          |          |
| D                   | Luis Fernando Herrera |          |
| D                   | Luis Carlos Perea     |          |
| D                   | Geovanis Cassiani     |          |
| M                   | Gabriel Jaime Gómez   |          |
| M                   | Alexis García         |          |
| M                   | Oscar Galeano         |          |
| M                   | Luis Fajardo          |          |
| M                   | Carlos Valderrama     | Remplacé |
| A                   | Felipe Pérez Urrea    |          |
| A                   | Rubén Darío Hernández | Remplacé |
| Remplaçants :       |                       |          |
| D                   | John Carmona          | Entré    |
| A                   | Faustino Asprilla     | Entré    |
| Entraîneur :        |                       |          |
| Hernán Darío Gómez  |                       |          |

| Club Universidad Nacional : |                               |          |
| Gardien de but              | Sergio Bernal (en)            |          |
| D                           | Israel Castillo               |          |
| D                           | Juan de Dios Ramírez Perales  |          |
| D                           | Claudio Suárez                |          |
| D                           | Eduardo Medina Santillán (es) |          |
| M                           | Miguel España                 |          |
| M                           | Manuel Negrete                |          |
| M                           | Marcos Misdrahi (de)          |          |
| M                           | Luis García Postigo           |          |
| M                           | Juan Carlos Vera              |          |
| A                           | David Patiño                  | Remplacé |
| Remplaçants :               |                               |          |
| A                           | Jorge Campos                  | Entré    |
| Entraîneur :                |                               |          |
| Miguel Mejía Barón          |                               |          |

## Match retour
| 1er août 1990 | Club Universidad Nacional | 1 - 4 | Atlético Nacional                                        | Stade olympique universitaire, Mexico               |                                                     |
|               | Negrete 86e (pen.)        |       | 28e (csc) Nava · 67e Restrepo · 70e Galeano · 87e Arango | Spectateurs : 30 000 Arbitrage : Juan Pablo Escobar | Spectateurs : 30 000 Arbitrage : Juan Pablo Escobar |
|               | Rapport                   |       |                                                          | Spectateurs : 30 000 Arbitrage : Juan Pablo Escobar | Spectateurs : 30 000 Arbitrage : Juan Pablo Escobar |

| Club Universidad Nacional : |                              |     |
| Gardien de but              | Sergio Bernal (en)           |     |
| D                           | Israel Castillo              | 56e |
| D                           | Abraham Nava                 |     |
| D                           | Juan de Dios Ramírez Perales |     |
| D                           | Claudio Suárez               |     |
| M                           | Marcos Misdrahi (de)         | 36e |
| M                           | Miguel España                |     |
| M                           | Manuel Negrete               |     |
| M                           | Juan Carlos Vera             |     |
| M                           | Luis García Postigo          |     |
| A                           | Jorge Campos                 |     |
| Remplaçants :               |                              |     |
| M                           | Alberto García Aspe          | 36e |
| A                           | David Patiño                 | 56e |
| Entraîneur :                |                              |     |
| Miguel Mejía Barón          |                              |     |

| Atlético Nacional : |                       |     |
| Gardien de but      | René Higuita          |     |
| D                   | Luis Fernando Herrera |     |
| D                   | Luis Carlos Perea     |     |
| D                   | Geovanis Cassiani     |     |
| M                   | Gabriel Jaime Gómez   |     |
| M                   | Gildardo Pérez        |     |
| M                   | Alexis García         |     |
| M                   | Luis Fajardo          | 60e |
| M                   | Oscar Galeano         |     |
| A                   | Rubén Darío Hernández | 64e |
| A                   | Felipe Pérez Urrea    |     |
| Remplaçants :       |                       |     |
| M                   | Gustavo Restrepo      | 60e |
| A                   | Jaime Arango (es)     | 64e |
| Entraîneur :        |                       |     |
| Hernán Darío Gómez  |                       |     |